# توماس جي. اندروز
توماس جي. اندروز (بالإنجليزية: Thomas G. Andrews)‏ هو مؤرخ أمريكي، ولد في 1972.